# 가루몬
가루루몬(일본어: ガルルモン)은 디지털 몬스터에 나오는 가공의 생명체이며, 파피몬이 진화한 성숙기의 짐승형 디지몬이다. 필살기는 입에서 내뿜는 고열의 푸른불꽃인 폭스 파이어다.

## 생김새
늑대의 형상을 하고 있으며, 디지몬 시리즈 중에서 늑대의 이미지를 살린 디지몬이다.

## 에피소드

### 디지몬 어드벤처·파워 디지몬
디지몬 어드벤쳐 3화에서는 선택받은 아이들이 시드라몬에게 위기를 당했을 때 파피몬이 진화를 해서 포스 파이어로 시드라몬을 쓰러뜨린다. 디지몬 어드벤처 02에서도 등장해서 몇몇 활약을 선보이기도 하는데, 디지몬 카이저에게 조종당한 메탈그레이몬을 설득하기도 했다.

## 진화 과정
- 푸니몬 필살기: 거품
- 뿔몬(츠노몬) 필살기: 거품
- 가부몬 필살기: 쁘띠 파이어
- 가루루몬 필살기: 폭스 파이어
- 워가루루몬 필살기: 카이저 네일
- 메탈가루루몬 필살기: 코퀴토스 브레스, 그레이스 크로스 프리져

## 같이 보기
- 디지몬 어드벤처
- 디지몬 어드벤처 02